# Paweł Newerla
Paweł Newerla (ur. 24 czerwca 1932 r. w Pietrowicach Wielkich, zm. 12 stycznia 2024 w Raciborzu) – polski radca prawny i publicysta.
Paweł Newerla ukończył prawo na Uniwersytecie Wrocławskim. Był radcą prawnym oraz dyrektorem oddziałów Narodowego Banku Polskiego. Był autorem wielu szkiców i książek na temat historii ziemi raciborskiej. 31 maja 2006 roku w gmachu Miejskiej i Powiatowej Biblioteki w Raciborzu odsłonił tablicę pamiątkową poświęconą wieloletniemu dyrektorowi tej placówki, Ryszardowi Kinclowi.

## Publikacje
- Pietrowice Wielkie - osiem wieków historii wsi i parafii
- Opowieści o dawnym Raciborzu,
- Ratibor einst und jetzt,
- Raciborzanie Tysiąclecia. Słownik biograficzny (współautor),
- Zamki i pałace dorzecza Górnej Odry (współautor),
- Zarys historii Krzanowic,
- Raciborski przewodnik genealogiczny,
- Rozwój poczty do 1922 roku na Ziemi Raciborskiej i Rybnicko-Wodzisławskiej,
- Pawłów – Pawlau,
- 725 lat Parafii Pietrowice Wielkie,
- Kościół św. Krzyża w Pietrowicach Wielkich,
- Abriss der Geschichte von Kranstädt,
- Dzieje Raciborza i jego dzielnic  – najbardziej znana publikacja Pawła Newerli, wydana przy okazji obchodów 900-lecia pierwszej wzmianki o Raciborzu w Kronice Galla Anonima (1108). Książka, choć nie aspiruje do miana monografii[3], zawiera szeroki opis historii oraz różnych aspektów życia Raciborza – politycznych, gospodarczych, religijnych, kulturalnych, czy architektonicznych. Trzon publikacji stanowi znacznie poszerzona wersja wydanej w 1995 roku książki "Opowieści o dawnym Raciborzu"[4]. Książka zawiera również obszerne opracowania poświęcone raciborskim dzielnicom, stanowiącym niegdyś odrębne osady[5]. Znajduje się w niej także ikonografia przedstawiająca pocztówki oraz dawne fotografie Raciborza, wykaz nazw ulic (dawnych i obecnych), burmistrzów, prezydentów i starostów[6] oraz obszerna bibliografia[7]. Spotkanie autorskie z Pawłem Newerlą, na którym obecni byli m.in. prezydent miasta Mirosław Lenk i historyk Norbert Mika odbyło się 13 lutego 2009 w raciborskim muzeum[8][9].